# José Almir Barros Neto
Jose Almir Barros Neto, còn được biết với tên Almir là một cầu thủ bóng đá người Brasil hiện tại thi đấu cho Sisaket ở Thái Lan.